# Bruno Marraffa
Bruno Marraffa (Roma, 25 giugno 1935 – Lido di Venezia, 22 aprile 2015) è stato un fumettista italiano.

## Biografia
Esordì come autore di fumetti nel 1961 realizzando il lettering della serie a fumetti Kriss edita dalla casa editrice Bucintoro. Dopo questa esperienza si trasferì in Inghilterra dove visse diversi anni lavorando disegnando fumetti per il mercato britannico per l'agenzia spagnola Bardon Art. Realizzò inoltre la trasposizione a fumetti del film Papà, ma che cosa hai fatto in guerra? pubblicata dalla Fleetway; per il settimanale per ragazzi TV Century 21 disegnò la serie Supercar e un'altra basata sulla serie televisiva Get Smart; realizzò inoltre, sempre per il mercato britannico, serie come Calamity Chayne pubblicata su Hot Spur e Felix su Corsair.
Nel 1971 ritornò in Italia dove inizialmente lavorò per le Edizioni Bianconi disegnando storie della serie di Geppo e di Nonna Abelarda; realizzò inoltre sere a fumetti per adulti pubblicate dalla Edifumetto e dalla Ediperiodici come Zordon, I Sanguinari e Zan della jungla, oltre che la serie avventurosa Maki nel 1977.
Dal 1978 al 1983 realizzò per la Cepim dieci episodi della serie Ken Parker e due di Mister No per poi tornare a collaborare con la Ediperiodici per la quale si è occupato di illustrazione per libri scolastici e classici per bambini.